# Ɽ
Cette page contient des caractères spéciaux ou non latins. S’ils s’affichent mal (▯, ?, etc.), consultez la page d’aide Unicode.
Ɽ (minuscule : ɽ), appelé R hameçon ou R hameçon rétroflexe, est une lettre additionnelle qui est utilisée dans l'écriture de plusieurs langues soudanaises, comme le heiban, le koalib, le moro ou l'otoro. Sa forme minuscule est également utilisée par l'alphabet phonétique international.

## Graphie
Sa graphie est basée sur celle du R latin, diacrité par un crochet rétroflexe.

Variantes du Ɽ majuscule

## Utilisation
Dans l’alphabet phonétique international, r hameçon rétroflexe [ɽ] est un symbole utilisé pour représenter une consonne battue rétroflexe voisée. Elle composé d’un r et d’un crochet droit indiquant la rétroflexion. Elle est proposée comme symbole, aux côtés d’autres symboles avec l’hameçon rétroflexe ‹ ɖ, ʈ, ɭ, ɳ, ʂ, ʐ › déjà utilisés dans l’alphabet dialectal suédois de Johan August Lundell], lors de la Conférence de Copenhague d’avril 1925 et est ajoutée dans le tableau de l’API de 1932. Ces consonnes rétroflexes étaient auparavant représentées à l’aide du diacritique point souscrit, dans ce cas-ci [ṛ].
Le r hameçon rétroflexe est utillisé comme lettre de l’alphabet en heiban, koalib, moro et en otoro. Sa majuscule a de préférence la forme d’un R majuscule avec un crochet rétroflexe, mais parfois aussi la forme d’une minuscule ɽ agrandie.

## Représentation informatique
Le R hameçon peut être représenté par les caractères Unicode suivants :
| formes    | représentations | chaînes de caractères | points de code | descriptions                                 |
| --------- | --------------- | --------------------- | -------------- | -------------------------------------------- |
| capitale  | Ɽ               | Ɽ                     | U+2C64         | lettre majuscule latine r hameçon rétroflexe |
| minuscule | ɽ               | ɽ                     | U+027D         | lettre minuscule latine r hameçon rétroflexe |